# Prêmio George W. Beadle
O Prêmio George W. Beadle (em inglês:  George W. Beadle Award) é uma condecoração científica em memória do laureado com o Prêmio Nobel George W. Beadle, concedida desde 1999 pela Genetics Society of America (GSA) por contribuições de destaque para a comunidade dos pesquisadores em genética.

## Recipientes
- 1999 Michael Ashburner, Universidade de Cambridge
- 2000 John Sulston, Sanger Centre; Robert Hugh Waterston, Universidade de Washington
- 2001 Gerald Fink, Whitehead Institute
- 2002 Andre Goffeau, Université Catholique de Louvain, Belgien; Robert K. Mortimer, University of California, Berkeley
- 2003 Gerald M. Rubin, University of California Berkeley; Allan C. Spradling, Carnegie Institution of Washington
- 2004 Norbert Perrimon, Harvard School of Medicine/HHMI
- 2005 Thomas C. Kaufman, Indiana University, Bloomington
- 2006 Fred Sherman, University of Rochester
- 2007 Robert K. Herman, University of Minnesota
- 2008 Mark Johnston, Washington University School of Medicine, St. Louis
- 2009 Jay C. Dunlap, Dartmouth Medical School
- 2010 William M. Gelbart, Harvard University
- 2011 Joseph R. Ecker, Salk Institute
- 2012 Therese Markow, University of California, San Diego
- 2013 R. Scott Hawley, Stowers Institute of Medical Research
- 2014 Hugo J. Bellen, Baylor College of Medicine/HHMI
- 2015 John H. Postlethwait, University of Oregon
- 2016 Susan Celniker, Lawrence Berkeley National Laboratory
- 2017 Susan A. Gerbi, Brown University
- 2018 Phil Hieter, University of British Columbia